# Stephen Tennant
Pour les articles homonymes, voir Tennant.
Stephen James Napier Tennant (21 avril 1906 - 28 février 1987) est un mondain britannique connu pour son style de vie décadent. Il est appelé « le plus brillant » des « Jeunes Brillants ».

## Biographie

### Famille
Stephen Tennant naît dans la noblesse britannique, le plus jeune fils d'un pair écossais, Edward Tennant, et de Pamela Wyndham, l'une des sœurs Wyndham et du groupe The Souls. Sa mère est aussi une cousine de Lord Alfred Douglas (1870-1945), l'amant d'Oscar Wilde. 
À la mort du père de Stephen, sa mère épouse Lord Grey, un compagnon amoureux des oiseaux. Le frère aîné de Tennant, Edward — « Bim » — est tué pendant la Première Guerre mondiale. Son frère aîné, David, fonde le Gargoyle Club à Soho. 

### Jeunesse
Pendant les années 1920 et 1930, Tennant est un membre important — le « Brightest », dit-on — des Bright Young People. Parmi ses amis, figurent Rex Whistler, Cecil Beaton, les Sitwell, Diana Cooper et les sœurs Mitford.
Il est largement considéré comme le modèle de Cedric Hampton dans le roman de Nancy Mitford, L'Amour dans un climat froid, l'une des inspirations de Lord Sebastian Flyte dans Retour à Brideshead d'Evelyn Waugh, et un modèle pour l'hon. Miles Malpractice dans certains des autres romans de Waugh.

### Une vie d'oisif
Pendant la majeure partie de sa vie, Tennant a essayé de commencer ou de terminer un roman, Lascar : une histoire que vous devez oublier.
On pense généralement qu'il a passé les 17 dernières années de sa vie au lit dans le manoir de sa famille à Wilsford cum Lake, Wiltshire, qu'il a redécoré. Sans doute oisif, il n'est pas vraiment léthargique : il fait plusieurs visites aux États-Unis et en Italie, et noue de nombreuses nouvelles amitiés.
Sa réputation ultérieure de solitaire ne devient vraie que vers les dernières années de sa vie. Pourtant, même alors, sa vie ne s'est pas déroulée sans incident : son locataire, V. S. Naipaul, l'a immortalisé dans son roman The Enigma of Arrival.

### Vie privée
Pendant les années 1920 et 1930, Tennant a une relation avec le poète Siegfried Sassoon. Avant cela, il proposa le mariage à une amie, Elizabeth Lowndes, qui refusa. (Philip Hoare raconte comment Tennant discuta, avec Lowndes, de la possibilité d'emmener sa nounou avec eux lors de leur lune de miel.)
Sa relation avec Sassoon, cependant, fut la plus importante : elle dura environ quatre ans avant que Tennant n'y mette brutalement fin. Sassoon aurait été déprimé par la suite pendant trois mois ; une fois rétabli, il se maria en 1933 et devint père en 1936. 

### Mort et postérité
À sa mort en 1987, Tennant avait survécu à la plupart de ses contemporains.
Une grande quantité de ses lettres, documents personnels et œuvres d'art est conservée au musée Viktor Wynd des curiosités, des beaux-arts et de l'histoire naturelle .